# 川下組
川下組（かわしたぐみ）は、大阪府東大阪市に本部を置いていた暴力団。2007年、解散した。組長は三代目時代から直参だった川崎組で副組長などを務め、89年に引退した川崎護組長の地盤を引き継ぎ、直参に昇格。07年１月に引退するまで、長いキャリアを誇った。

## 略歴
平成元年（1989年）4月20日、山口組緊急幹部会が開かれ、山口組五代目の人選が議論された。竹中組・竹中武組長は、態度を保留した。山口組若頭・渡辺芳則と山口組組長代行・中西一男が話し合い、中西一男が五代目山口組組長立候補を取り下げた。渡辺芳則の山口組五代目擁立が決まった。
同年4月27日、山口組直系組長会で、中西一男が、五代目山口組組長立候補取り下げの経緯を説明した。渡辺芳則の五代目山口組組長就任が決定した。
同年5月18日、山口組本家で、舎弟24人、若衆45人と盃直しを行なった。川下組・川下弘組長、尾崎彰春の実子・尾崎勝彦ら4人が新たに直参になった。
平成19年（2007年）2月5日、山口組定例会で、川下弘の引退が発表された。川下組は解散し、跡目継承は行われなかった。川下組組員は、他の山口組系組織に吸収された。

## 最高幹部
- 組長・川下 弘（六代目山口組若中、元川崎組）